# Teresia Muthoni Gateri
Teresia Muthoni Gateri (5 de enero de 2002) es una deportista de Kenia que compite en atletismo. Ganó una medalla de oro en el Campeonato Mundial de Atletismo Sub-20 de 2021, en la prueba de 3000 m.